# Olusegun Obasanjo

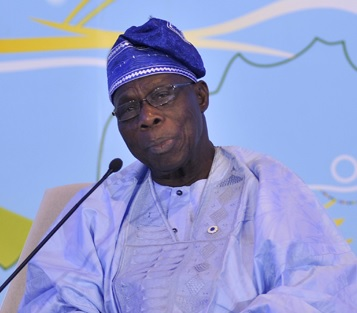
Obasanjo

Olusegun Obasanjo (spreek uit: Olóesegoen Obásandzjo), of Oluṣẹgun Matthew Okikiọla Arẹmu Ọbasanjọ (Abeokuta, 5 maart 1937) was van mei 1999 tot 29 mei 2007 president van Nigeria.
Obasanjo, een Yoruba, is een born again christian (hij is baptist) en geldt als gematigd democratisch.

## Biografie
Vanaf zijn achttiende jaar volgde Obasanjo een militaire opleiding en hij maakte snel carrière binnen het Nigeriaanse leger.
In 1975 nam hij deel aan de staatsgreep van generaal Murtala Ramat Muhammad en hij werd in de militaire junta (Nationale Militaire Regering) opgenomen als vicevoorzitter. Na de moordaanslag op Muhammad in 1976 werd Obasanjo voorzitter van de Nationale Militaire Regering. In 1979 schreef hij presidentsverkiezingen uit die door Alhaji Shehu Shagari werden gewonnen. Obasanjo trad als staatshoofd terug en Shagari werd president. In 1983 pleegden militairen een staatsgreep en ze zetten Shagari af. Obasanjo keurde deze coup af.
Tijdens de dictatuur van Sani Abacha (1993-1999) voerde Obasanjo oppositie tegen de regering en stelde hij de mensenrechtenschendingen aan de kaak. Obasanjo werd gearresteerd en zat tot juni 1998 (overlijden van Abacha) gevangen. Na zijn vrijlating maakte hij bekend dat hij een born-again christian (herboren christen) was. Dit vergrootte zijn populariteit onder de bevolking in de zuidelijke staten van Nigeria, die overwegend christelijk zijn.
Interim-president Abdulsalami Abubakar schreef voor 1999 verkiezingen uit die door Olusegun Obasanjo en diens People's Democratic Party (PDP) werden gewonnen. Op 29 mei 1999 werd Obasanjo als president van Nigeria beëdigd.

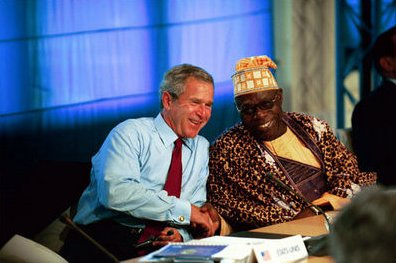
Obasanjo ontmoette op 1 juni 2003 president George W. Bush in Parijs

In 2003 werd Obasanjo tijdens de onrustige verkiezingen met 61,8 procent van de stemmen als president herkozen. De opposantengeneraal Muhammadu Buhari (een moslim) en kolonel Chukwuemeka Odumegwu Ojukwu (voormalige Biafraans staatshoofd) claimden dat de verkiezingen frauduleus waren verlopen.
Toezichthouders van het Britse Gemenebest waren van mening dat er veel op de verkiezingen was aan te merken, maar dat ze over het algemeen vrij eerlijk waren verlopen.
Sinds 2003 zijn er aanzienlijke spanningen tussen het christelijke zuiden en het islamitische noorden.
Op 23 oktober 2005 overleed zijn vrouw, Stella Obasanjo (59), tijdens een schoonheidsoperatie in het Spaanse Marbella.
Op 29 mei 2007 werd hij opgevolgd door de nieuw verkozen president Umaru Yar'Adua.
In augustus 2021 benoemde de Afrikaanse Unie Olusegun Obasanjo tot Hoge Vertegenwoordiger voor de Vrede in de Hoorn van Afrika.
Politiek gezien was Obasanjo niet erg ideologisch ingesteld, hij noemde zichzelf echter een marktgeoriënteerde sociaaldemocraat. Een zekere afkeer van ideologisch denken was hem niet vreemd.
- Bibsys: 90374405
- Bibliothèque nationale de France: cb120262972 (data)
- CiNii: DA06145684
- Gemeinsame Normdatei: 119551705
- International Standard Name Identifier: 0000 0001 1874 185X
- Library of Congress Control Number: n80125516
- National Archives and Records Administration: 10568370
- Nationale bibliotheek van Australië: 35765118
- Nationale Bibliotheek van Israël: 987007277704505171
- Nederlandse Thesaurus van Auteursnamen: 069414947
- LIBRIS: 343081
- SNAC: w6m917mv
- Système universitaire de documentation: 028424891
- Trove: 1077145
- Virtual International Authority File: 27079337
- WorldCat: E39PBJwhtG4KtmFkjt4tWBj6Kd